# Большая Дуброва (Кировская область)
Большая Дуброва — деревня в Унинском районе Кировской области.

## География
Располагается на расстоянии примерно 5 км по прямой на юго-запад от райцентра поселка Уни.

## История
Известна с 1873 года как деревня Большедубровцы, в которой дворов 29 и жителей 217, в 1905 (уже Большая Дуброва) 43 и 223, в 1926 45 и 251, в 1950 43 и 142, в 1989 году здесь проживало 148 человек. Около деревни находятся источники хлористо-натриевых вод и месторождение лечебной сероводородной грязи. До 2021 года входила в состав Унинского городского поселения до его упразднения.

## Население
Постоянное население  составляло 165 человек (русские 82%) в 2002 году, 98 в 2010.